# Claudio Fonseca
José Claudio Cavalcanti da Fonseca (Rio de Janeiro, 2 de dezembro de 1949 – Rio de Janeiro, 1993), conhecido como Claudio Fonseca, foi um arquiteto e artista plástico brasileiro que representou o país na Bienal de Paris de 1985 e em várias exposições ao redor do mundo, realizando também inúmeras exposições pelo Brasil.
Participou da 18.ª Bienal de São Paulo e da antológica exposição "Como Vai Você, Geração 80?", que efervesceu um movimento pluricultural formado na Escola de Artes Visuais do Parque Lage (RJ) por 123 artistas plásticos de diversas tendências e estilos, entre eles: Paulo Roberto Leal (idealizador da mostra), Daniel Senise, Beatriz Milhazes, Jorge Guinle Filho, Leonilson, Leda Catunda e Victor Arruda.
Suas obras passaram por diversas fases, com destaque para as frondosas montanhas escarpadas multicoloridas e os enigmáticos portais que encerraram sua carreira, numa consagrada e bem-sucedida exposição na galeria 110 Arte Contemporânea, em novembro de 1990, onde vendeu todas as suas obras. "O arco pode ser a entrada da casa, quando o homem encontra seu espaço. Os arcos vão continuar como ícones", declarou o artista para Carla Lencastre do jornal O Globo.

## Biografia

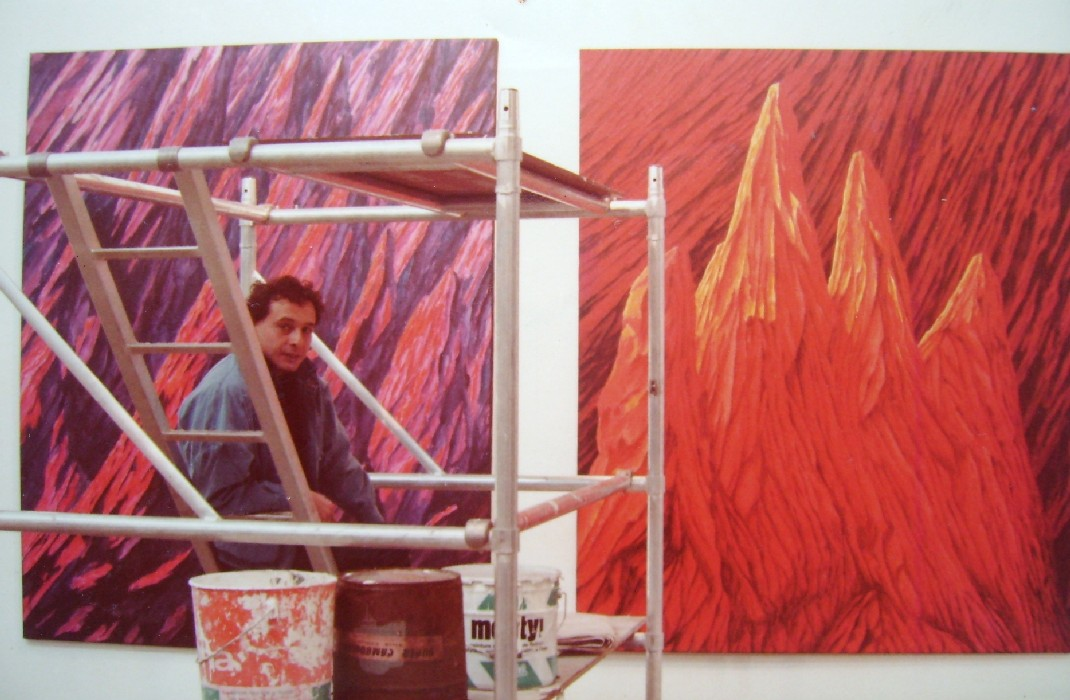
Com algumas de suas obras em exposição na Bienal de Paris, 1985

A primeira exposição individual de Claudio Fonseca ocorreu em 1981, onde apresentou diversas pinturas abstratas, com formas vegetais antropomórficas. Em 1982 foi morar na Europa e se dedicou a pintar montanhas, que foram expostas com destaque na Bienal francesa de 1985. Quando voltou para o Brasil passou a ilustrar suas telas com algumas feras, que remetem a épocas remotas da humanidade.
Com a obra "Fera Adormecida" recebeu o prêmio especial Gustavo Capanema. Em 1989 Claudio Fonseca montou o Atelier Centro Rio, em parceria com os artistas Fernando Lopes, João Atanásio, Luiz Norões e Vera Lins. Neste espaço iniciou um profundo processo de pesquisa, concepção e produção de dezenas de obras de arte, todas elas emblemadas com os intrigantes arcos ou portais, que marcaram sua carreira de artista plástico.
O trabalho era iniciado pela distribuição de diversos pigmentos, com a tela no chão, em seguida a tela era colocada de pé, onde recebia inúmeras camadas de tintas e colagens e eram utilizados pincéis, espátulas, estacas, muita energia e concentração para a criação e a concepção dos ícones.
"Primeiro surge o fundo, onde há uma necessidade de abstração total, e que me dá o insight para o restante do trabalho. Depois vem o ícone. A terceira etapa é distribuir os carimbos pela tela."
Destaque para uma das telas, com um expressivo vaso de lírios brancos, por baixo dos arcos, que Claudio batizou de "Giotto", uma homenagem póstuma ao consagrado pintor florentino.
"Busquei inspiração no período anterior ao Renascimento, quando o homem ainda não tinha noção de perspectiva. E Giotto humanizou a arte, dando feição humana aos santos, por exemplo."
Claudio Fonseca morreu vitimado pela Aids em 1993.

## Formação
- 1975–1979 - Forma-se em arquitetura pela Universidade Federal do Rio de Janeiro - UFRJ
- 1982–1984 - Estuda com Umberto França (1950) e Anna Bella Geiger (1933)
- 1986–1988 - Rio de Janeiro RJ - Professor do Núcleo Básico da Escola de Artes Visuais do Parque Lage

## Exposições

### Individuais
- 1981 - Rio de Janeiro, RJ - Individual, na Galeria Macunaíma
- 1986 - Rio de Janeiro, RJ - Individual, na Galeria Saramenha
- 1988 - Rio de Janeiro, RJ - Individual, na Pequena Galeria do Centro Cultural Cândido Mendes
- 1990 - Rio de Janeiro, RJ - Individual, na Galeria 110 Arte Contemporânea

### Coletivas
- 1974 - Rio de Janeiro, RJ - Salão de Verão, no MAM/RJ
- 1979 - São Paulo, SP - Cláudio Fonseca, José Tarantino, Silvio Dworeck, Rui Siqueira (Galeria SESC SP)
- 1980 - Curitiba, PR - 37.º Salão Paranaense - prêmio aquisição
- 1980 - Rio de Janeiro, RJ - Salão Nacional de Artes Plásticas
- 1981 - Curitiba, PR - 38.º Salão Paranaense, no Teatro Guaíra[10]
- 1982 - Belo Horizonte, MG - 14.º Salão Nacional de Arte Contemporânea de Belo Horizonte, no MAP[10]
- 1984 - Madri (Espanha) - Arco/84
- 1984 - Rio de Janeiro, RJ - Como Vai Você, Geração 80?, na EAV/Parque Lage[4]
- 1984 - São Paulo, SP - Arte na Rua 2, no MAC/USP
- 1985 - Londres (Inglaterra) - Arte Brasileira, no Brazilian Center
- 1985 - Paris (França) - Dois Artistas na 13.ª Bienal de Paris, na Galeria Debret. Mostra conjunta com Jorge Duarte[8]
- 1985 - Rio de Janeiro, RJ - Salão Nacional de Artes Plásticas - Prêmio Gustavo Capanema
- 1985 - São Paulo, SP - 18.ª Bienal Internacional de São Paulo, na Fundação Bienal[10]
- 1986 - Rio de Janeiro, RJ - Salão Nacional de Artes Plásticas
- 1986 - Rio de Janeiro, RJ - Território Ocupado, na EAV/Parque Lage[10][11]
- 1986 - Vitória, ES - O Atelier 78, na UFES. Galeria de Arte e Pesquisa
- 1987 - Rio de Janeiro, RJ - Ao Colecionador: homenagem a Gilberto Chateaubriand, no MAM/RJ[10]
- 1988 - Belo Horizonte, MG - Subindo a Serra, na Fundação Clóvis Salgado. Palácio das Artes[10]
- 1989 - Curitiba, PR - Coletiva, no Museu Municipal de Arte[10]
- 1989 - Rio de Janeiro, RJ - Coletiva, na Funarte[10]
- 1989 - São Paulo, SP - Coletiva, no MAC/USP[10]

### Póstumas
- 1993 - Niterói RJ - 2.ª A Caminho de Niterói: Coleção João Sattamini, no MAC/Niterói[10]
- 1993 - Washington (Estados Unidos) - Brasil: imagens dos anos 1980 e 90, no Art Museum of the Americas[10]
- 1994 - Rio de Janeiro, RJ - Brasil: imagens dos anos 1980 e 90, no MAM/RJ[10]
- 1995 - São Paulo, SP - anos 1980: o palco da diversidade, na Galeria de Arte do Sesi[10]
- 1996 - São Paulo, SP - Arte Brasileira Contemporânea: doações recentes/96, no MAM/SP[10]
- 1998 - Niterói, RJ - Espelho da Bienal, no MAC/Niterói[10]
- 1998 - São Paulo, SP - O Moderno e o Contemporâneo na Arte Brasileira: Coleção Gilberto Chateaubriand - MAM/RJ, no Masp
- 2003 - Niterói, RJ - Apropriações, no MAC/Niterói
- 2003 - Niterói, RJ - Apropriações: Curto-Circuito de Experiências Participativas, no MAC/Niterói[10]
- 2003 - São Paulo, SP - 2080, no MAM/SP[10]
- 2004 - Rio de Janeiro, RJ - Onde Está Você, Geração 80?, no CCBB[10]
- 2015 - Objeto Direto. Mostra do Acervo[10]
- 2018 - Horizontes. As paisagens nas coleções MAM Rio[10]
- 2019 - Homenagem a Reynaldo Roels Jr.[10]